# Лаппаярві (озеро)
Лаппаярві (фін. Lappajärvi) — найбільше кратерне озеро в Фінляндії. Розташоване в однойменній громаді Лаппаярві, а також Алаярві і Вімпелі, що в області Південна Пог'янмаа. Вода в озері прісна.
Являє собою ударний метеоритний кратер. Вік кратера оцінюється в 77,85 млн років (± 0,78 млн років) — верхній Крейдовий період. Удар створив кратер близько 23 км у діаметрі. Наступні геологічні процеси сильно деформували кратер.
Озеро є частиною басейну річки Ахтаванйокі (швед. Esse å) разом з озером Евіярві (Evijärvi), що знаходиться нижче нього.
Острів посеред озера, Карна (Kärnä), отримав свою назву від ударної розплавленої породи (брекчії), яку називають kärnäite.